# Parlement van Nauru
Het parlement van Nauru, soms kortweg Het Huis genoemd, is de hoogste wetgevende orgaan van Nauru. Het eenkamerparlement werd op 31 januari 1968 ingesteld als gevolg van Nauru's onafhankelijkheid. Haar grondslag ligt in de artikelen 26 en 27 van de grondwet. Het parlement bestaat uit 19 leden, die de president van Nauru kiezen. De huidige president is David Adeang.

## Geschiedenis
Het parlement van Nauru werd opgericht bij de onafhankelijkheid van het land op 31 januari 1968. Het eiland was voorheen een door de Verenigde Naties beheerd trustschap van Australië. De Nauru Act 1965 van de Australische regering creëerde de Wetgevende Raad voor het Territorium van Nauru, die bestond uit 15 leden.
Op 22 maart 2010 meldde Radio New Zealand International dat toenmalig president Marcus Stephen het parlement had ontbonden in afwachting van de verkiezingen op 24 april 2010. Bij de verkiezingen kwamen alle 18 parlementsleden terug, maar tegen die tijd hadden negen van hen de oppositie gevormd, wat leidde tot nieuwe verkiezingen in datzelfde jaar. President Stephen stelde vervolgens voor om het aantal parlementsleden uit te breiden tot 19, om toekomstige situaties te voorkomen. Eind 2012 gaf het parlement, onder leiding van president Sprent Dabwido, gehoor aan deze suggestie en nam een wet aan die het aantal zetels na de verkiezingen in 2013 verhoogde tot 19.

## Zitting
Het parlement vergadert in een gebouwencomplex in Yaren. Naast de vergaderzaal zijn in het gebouw ook de kantine en het parlementair archief ondergebracht.
Het parlement vergadert gewoonlijk op dinsdag en donderdag.